# Вайб
Вайб (скорочення «vibe» від англійського слова «vibration» — «вібрація», «коливання») — молодіжний новотвір (неологізм) з інтернет-сленгу, що в переносному значенні виражає ідею енергії, яка може передаватися через атмосферу або емоційний стан, схожий на коливання чи вібрацію.

## Визначення поняття
Вайбом називають позитивні емоції, які виникають внаслідок контакту з чимось або кимось, під час перебування у певному середовищі чи оточенні, під впливом настрою, що створює те місце. Також вайбом називають атмосферну місцину, що змінює настрій, в якій приємно перебувати, отримувати хвилі позитиву та естетичну насолоду. 
Українськими відповідниками, залежно від контексту, можуть слугувати наступні поняття: настрій, атмосфера, емоційний стан, відчуття, енергетика, дух (у значенні "атмосфера"), тембр тощо.

## Сфери використання
Контексти поняття "вайб" у різних сферах:
1) Музика: позитивна рефлексія слухача від прослуховування музичного твору. 
Окремо виділяють звуки міста (наприклад, у Києві гуде метро, грає "вільне" піаніно поряд з Пейзажною алеєю, гучні звуки клубних біт, шум Дніпра - столичний вайб). 
2) Мода: приємний стан від зовнішнього вигляду одягу (кольору, текстури, форми, підкреслення фігури тощо).
3) Кіно та телебачення: те, що допомагає зрозуміти настрій і глибину сюжету фільму / серіалу, а також персонажі можуть обговорювати це поняття.
Подібне використання цього слова можна зустріти в сучасній літературі й образотворчому мистецтві.
4) Соціальні Медіа: через короткі відео, історії та публікації користувачі діляться своїм настроєм, створюючи унікальну атмосферу, яка відображає їхню ідентичність та відношення до світу.
5) Онлайн Ігри:  словотвірно видозмінене поняття у сфері  онлайн-геймінгу “вайбінг” стало символом релаксації та комфорту під час гри. Геймери “вайблять”, коли вони насолоджуються грою, оточені позитивною атмосферою та дружніми спільнотами.
6) Духовність та здоров’я: духовні спільноти та представники індустрії оздоровлення вважають, що кожна людина випромінює певний “вайб”, який відображає її внутрішній стан, енергетичний баланс та духовну гармонію. Відносять це поняття до енергетики, чакр та взаємозв’язок душі та тіла.

### Слово "вайб" у висловах (фразах)
Фраза “Killing the vibe” (у перекладі з анг. - “вбивати вайб”) відображає зіткнення позитивних і негативних енергій, акцентує на важливості дотримання певного емоційного тону в спілкуванні чи діяльності.